# Adria Morales
Adria Morales (Tamaulipas, México, 21 de octubre de 1984), es una actriz de televisión y conductora mexicana. Ha participado en proyectos como Amar a muerte, Perseguidos, La reina soy yo, Run Coyote Run, entre otros más.

## Filmografía

### Telenovelas
| Año       | Telenovela      | Personajes            |
| --------- | --------------- | --------------------- |
| 2019-2020 | La bandida      | Adela Velarde         |
| 2019      | La reina soy yo | Wendolyn "Wendy" Ríos |
| 2018      | Amar a muerte   | Mariela               |
| 2016      | Perseguidos     | Angélica              |

#### Series de televisión
| Año  | Serie                     | Personajes   |
| ---- | ------------------------- | ------------ |
| 2022 | Rutas de la vida          | Sonia        |
| 2021 | S.O.Z: Soldados o zombies | Elisa Cruz   |
| 2021 | Guerra de vecinos         | Yola         |
| 2019 | Run Coyote Run            | Sara Ramírez |